# نادي كايالا الترفيهي
نادي كايالا الترفيهي (بالبرتغالية: Clube Recreativo da Caála‏) هو نادي كرة قدم أنغولي تأسس في 1944 ، يقع مقره الرئيسي في هوامبو، ويلعب في دوري أنغولا الممتاز.

## وصلات خارجية
- الموقع الرسمي